# Il sicario
Pour plus de détails, voir Fiche technique et Distribution.
Il sicario est un film italien réalisé par Damiano Damiani, sorti en 1961.

## Synopsis
Fort endetté, un industriel envisage de supprimer son créancier mais n'ayant pas la force d'accomplir lui-même l'acte, il embauche un ancien employé qui a besoin d’argent.

## Fiche technique
- Titre : Il sicario
- Réalisation : Damiano Damiani
- Scénario : Damiano Damiani et Cesare Zavattini
- Photographie : Pier Ludovico Pavoni
- Musique : Roberto Nicolosi
- Pays d'origine : Italie
- Format : Noir et blanc - 2,35:1 - Mono
- Genre : drame
- Date de sortie : 1961

## Distribution
- Belinda Lee
- Sylva Koscina
- Sergio Fantoni
- Alberto Lupo
- Pietro Germi
- Andrea Checchi
- Bianca Doria
- Milena Vukotic
- Irene Aloisi